# Prosymna (Gattung)
Prosymna ist eine Gattung kleiner Schlangen, die in Afrika südlich der Sahara vorkommt.

## Merkmale
Charakteristisch für Prosymna ist eine schaufelförmige, vorn abgerundete Kopfform, hervorgerufen durch breite Rostralschuppen mit deutlich ausgeprägten Kanten. Der Kopf ist relativ klein und nicht deutlich vom Körper abgesetzt, die Augen sind groß. Sie liegen oberhalb der Naht zwischen dem zweiten und dritten Oberlippenschild. Vor den Augen liegt jeweils eine Loreale, dahinter eine oder zwei. Die relativ wenigen Lippenschilde sind hoch und breit, der erste ist der Kleinste. Die beiden Stirnschilde sind viereckig und relativ groß. Die Hinterhauptsschilde (Occipitalia) sind bandartig und stehen schräg. Die Vertebralia, eine Reihe vergrößerter Schuppen auf der Rückenmitte entlang der Wirbelsäule, sind groß und von dreieckiger Form.

## Lebensweise
Über die Lebensweise der halb unterirdisch lebenden Prosymna-Arten ist nur wenig bekannt. Sie ernähren sich von den Eiern anderer Schlangen und von Echseneiern. Der schaufelförmige Kopf wird dazu eingesetzt die Reptilieneier auszugraben. Neben Reptilieneiern werden wahrscheinlich auch kleine Echsen, z. B. Geckos verzehrt. Die Gelege der Prosymna-Arten sind sehr klein.

## Systematik
Die Gattung Prosymna wurde im Jahr 1849 durch den britischen Zoologen John Edward Gray erstmals wissenschaftlich beschrieben. Cadle stellte nach immunologischen Untersuchungen fest, dass Prosymna nah mit der Natternunterfamilie Colubrinae verwandt ist und Zaher platzierte die Gattung im Jahr 2000 in diese Unterfamilie. Da es aber keine morphologischen Indizien dafür gibt, dass Prosymna mit einer anderen Gruppe natternähnlicher Schlangen näher verwandt ist und da sie nach phylogenetischen Untersuchungen in der Überfamilie Elapoidea, in die alle natternähnlichen Schlangen eingeordnet werden, die näher mit den Giftnattern (Elapidae) als mit den Nattern (Colubridae) verwandt sind, den gleichen hierarchischen Level besetzten wie andere Hauptkladen, wurde im Jahr 2009 eine eigenständige, monotypische Familie für Prosymna eingeführt, die Prosymnidae.

## Arten
Zur Gattung Prosymna gehören 18 Arten:
Stand: 26. Dezember 2022
- Prosymna ambigua Bocage, 1873
- Prosymna angolensis Boulenger, 1915
- Prosymna bivittata Werner, 1903
- Prosymna confusa Conradie, Keates, Baptista & Lobón-Rovira, 2022
- Prosymna frontalis (Peters, 1867)
- Prosymna greigerti Mocquard, 1906
- Prosymna janii Bianconi, 1862
- Prosymna lineata (Peters, 1871)
- Prosymna lisima Conradie, Keates, Baptista & Lobón-Rovira, 2022
- Prosymna meleagris (Reinhardt, 1843)
- Prosymna ornatissima Barbour & Loveridge, 1928
- Prosymna pitmani Battersby, 1951
- Prosymna ruspolii (Boulenger, 1896)
- Prosymna semifasciata Broadley, 1995
- Prosymna somalica Parker, 1930
- Prosymna stuhlmanni (Pfeffer, 1893)
- Prosymna sundevalli (Smith, 1849)
- Prosymna visseri FitzSimons, 1959

## Belege
1. 1 2  
Laurie J. Vitt, Janalee P. Caldwell: Herpetology: An Introductory Biology of Amphibians and Reptiles. Academic Press, 2013, ISBN 978-0-12-386919-7, S. 620.
2. 1 2  
John Edward Gray: Catalogue of the Specimens of Snakes in the Collection of the British Museum. London. Trustees of the British Museum. (Edward Newman, Printer), 1849, xv + 125 pp.
3. ↑  
Donald G. Broadley: Predation on Reptile Eggs by African Snakes of the Genus Prosymna. In: Herpetologica. Band 35, Nr. 4, 1979, S. 338–341 (JSTOR).
4. ↑  
Matthew P. Heinicke, James E. Titus-McQuillan, Juan D. Daza, Elizabeth M. Kull, Edward L. Stanley, Aaron M. Bauer: Phylogeny and evolution of unique skull morphologies in dietary specialist African shovel-snouted snakes (Lamprophiidae: Prosymna). In: Biological Journal of the Linnean Society. Band 131, Nr. 1, September 2020, S. 136–153, doi:10.1093/biolinnean/blaa076.
5. ↑  
J. E. Cadle: The colubrid radiation in Africa (Serpentes: Colubridae): phylogenetic relationships and evolutionary patterns based on immunological data. In: Zool. J. Linn. Soc. Band 110, 1994, S. 103–140.
6. ↑  
H. Zaher: Hemipenial morphology of the South American xenodontine snakes, with a proposal for a monophyletic Xenodontinae and a reappraisal of colubroid hemipenes. In: Bull. Am. Mus. Nat. Hist. Band 240, 2000, S. 1–168.
7. ↑  
Christopher M. R. Kelly, Nigel P. Barker, Martin H. Villet, Donald G. Broadley: Phylogeny, biogeography and classification of the snake superfamily Elapoidea: A rapid radiation in the late Eocene. In: Cladistics. Band 25, Nr. 1, 2009, S. 38–63, doi:10.1111/j.1096-0031.2008.00237.x.
8. ↑  Prosymna In: The Reptile Database